# Vale gier
De vale gier (Gyps fulvus) is een van de gieren van de Oude Wereld uit de familie van havikachtigen (Accipitridae).

## Beschrijving

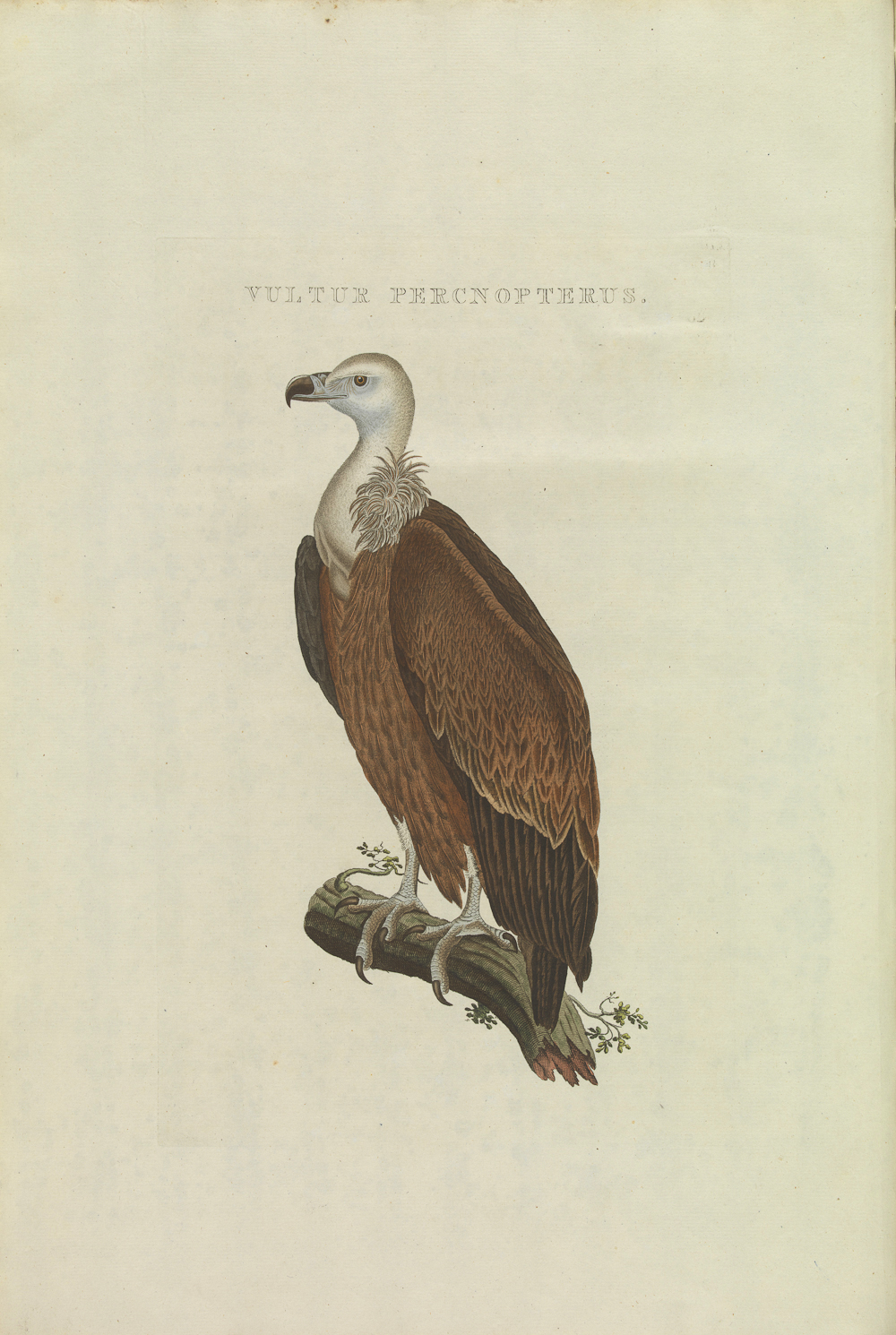
Vale gier. Afbeelding uit de 18de eeuw uit Nederlandsche Vogelen, van Nozeman en Sepp.

Een volwassen gier is 95 tot 110 cm lang, gemeten van kop tot staart. De vleugelspanwijdte is 2,4- 2,8 meter. Het gewicht van een volwassen exemplaar bedraagt 6,0 tot 11 kilogram. De vogel is hiermee een van de grootste vliegende vogels ter wereld. Anders dan bij arenden lijkt de kop klein, deze wordt in vlucht naar beneden gekromd.
De vale gier is zandkleurig tot donkerbruin van kleur, de kop en de hals zijn wit, evenals de kraag tussen hals en lichaam. De slagpennen (de 'dragende' veren op de vleugels waarmee gevlogen wordt) en de staartveren zijn donkerder tot zwart. Jonge exemplaren hebben een bruine kraag en zijn donkerder van kleur.
De vleugels zijn lang en breed, de vleugelpennen doen in vlucht enigszins denken aan vingers. De poten zijn relatief kort.

## Levenswijze
De vale gier legt in de regel maar een ei per jaar. Het ei wordt door beide ouders uitgebroed en het jong blijft tot een half jaar in het nest. Een broedpaar is monogaam en blijft het hele leven bij elkaar. De vale gier is een sociale soort; de vogel broedt in kolonies en jaagt in groepen. De nesten liggen minstens twee meter van elkaar en worden door de ouders fel verdedigd. De vale gier is ook tam te maken, er is een in gevangenschap gehouden exemplaar bekend dat een leeftijd bereikte van 37 jaar.
Met de enorme vleugels legt de gier grote afstanden af, en hoewel de vogels meestal zweven en ze langzaam lijken te vliegen kunnen ze een snelheid bereiken van meer dan 70 kilometer per uur, en honderden kilometers per dag afleggen. De vale gier zweeft op de door de zon verwarmde stijgende luchtstromen en slaat zo min mogelijk met de vleugels om energie te sparen.

## Voedsel

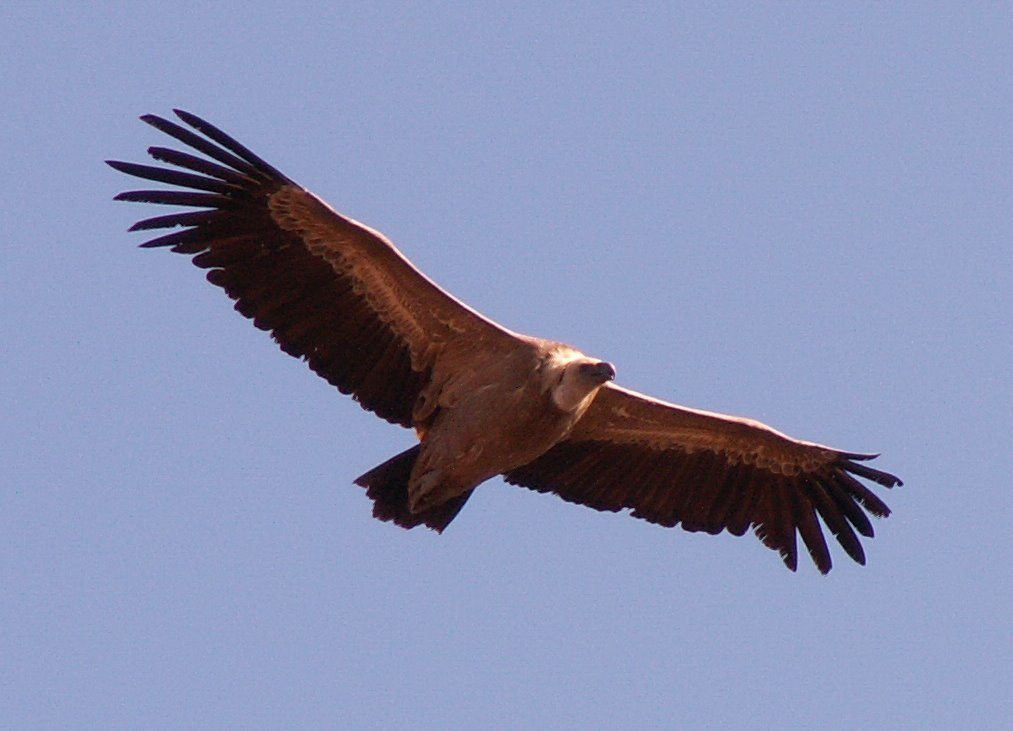
In vlucht; met ingetrokken nek en vinger-achtige veerpunten

De vale gier behoort tot de roofvogels, maar is een aaseter die al vliegend zoekt naar karkassen van dieren zoals runderen. Deze worden opgespoord met het uitstekende gezichtsvermogen. Met name de zachtere delen worden gegeten, zoals de spieren en de ingewanden. Door zijn lange nek zonder veren kan de gier zijn kop relatief ver in een kadaver steken zonder dat de veren blijven haken. Vale gieren foerageren in groepen, waarbij de dieren elkaar goed in de gaten houden. Als een gier voedsel vindt, vliegt de rest mee naar beneden. Tijdens de maaltijd worden door de dominantste gier luid sissende geluiden gemaakt, de andere gieren reageren hierop met grommende geluiden. De gier kan zelf geen kadaver openscheuren maar moet bij een 'vers' karkas wachten op andere dieren, zoals sterkere roofvogels, die het aanvreten.
Zoals meer aaseters valt de vale gier soms ook levende dieren aan, dit betreft meestal sterk verzwakte of heel jonge exemplaren. Ook de placenta's van pasgeboren dieren en door jagers afgeschoten wild wordt door de gieren als ze de kans krijgen belaagd. De gier heeft in zuidelijk Europa meer moeite om voedsel te vinden omdat de landbouwers in verband met de gekkekoeienziekte sinds 2007 volgens EU-richtlijnen geen karkassen meer mogen laten liggen op hun landerijen. Dit leidt er toe dat vaker levende dieren worden aangevallen, echter nooit gezonde exemplaren. Een ander gevolg is dat de vogel verder trekt op zoek naar voedsel, dit is de reden dat het dier als dwaalgast tot in België en Nederland gezien kan worden.

## Verspreiding en leefgebied
De vale gier komt voor in Zuidwest-Azië, delen van noordelijk Afrika, het Arabisch Schiereiland en zuidelijk Europa. In Europa komt de soort voor in Spanje, Portugal, Frankrijk en de Balkan. De vogel is opnieuw geïntroduceerd in Midden-Frankrijk. Er zijn twee ondersoorten:IOC:
- Gyps fulvus fulvescens, in zuidwestelijk Azië, in Pakistan, India en Afghanistan
- Gyps fulvus fulvus in de rest van het verspreidingsgebied.

Het broedgebied ligt noordelijker dan het overwinteringsgebied. De gier heeft een verspreidingsgebied van ongeveer 10 miljoen vierkante kilometer.
Het leefgebied bestaat uit bergachtige gebieden in kale, dorre streken zonder veel bomen, de gier rust en broedt langs steile kliffen.

### In Nederland en België
De vale gier is een dwaalgast in Nederland en België. Het aantal bevestigde waarnemingen uit de 20ste eeuw beperkt zich tot elf. Na 2000 werd de vogel vaker gezien, tot 2007 meestal slechts een enkele vogel of een klein aantal. In 2007 werd een groep van enkele tientallen vale gieren gezien. Tussen 2001 en 2019 werd de vogel 55 maal in Nederland gesignaleerd. Vanaf 2020 wordt het aantal waarnemingen niet meer bijgehouden.

## Status
De wereldpopulatie is in 2021 zeer ruw geschat op 80.000-900.000 volwassen individuen. De aantallen nemen toe, maar zijn sterk afhankelijk van de manier waarop veeteelt wordt bedreven (al dan niet laten liggen van kadavers van vee, niet of wel behandelen met ontstekingsremmers) en de plaatsing van grote windturbines. De vale gier staat als niet bedreigd op de Rode Lijst van de IUCN.

## Afbeeldingen

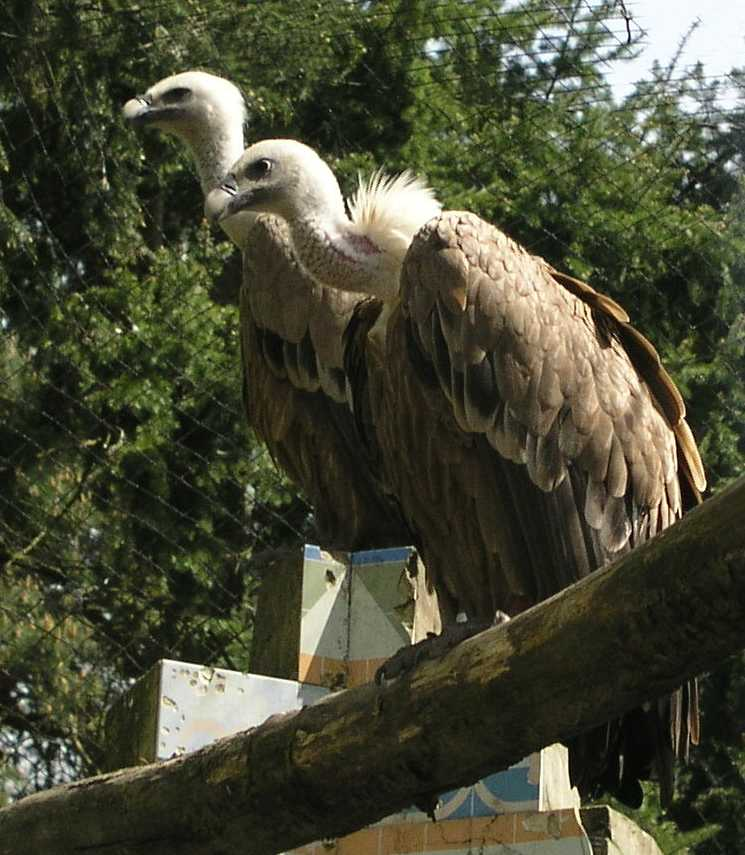
Vale gieren in Dierenpark Amersfoort
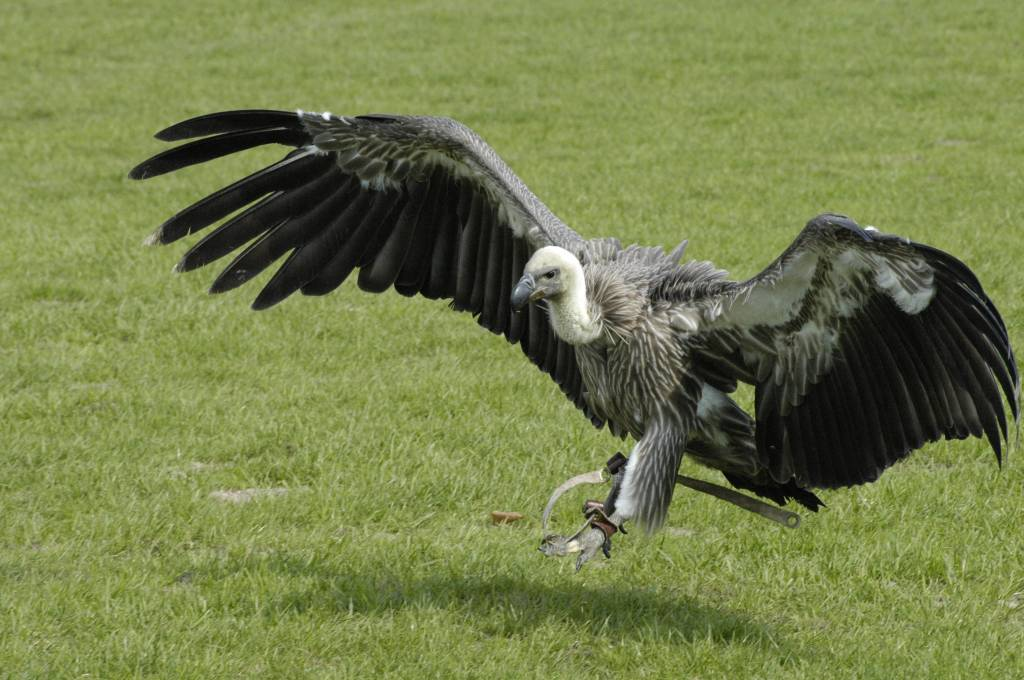
Jongere exemplaren, zoals dit in gevangenschap gehouden exemplaar, zijn donkerder gekleurd
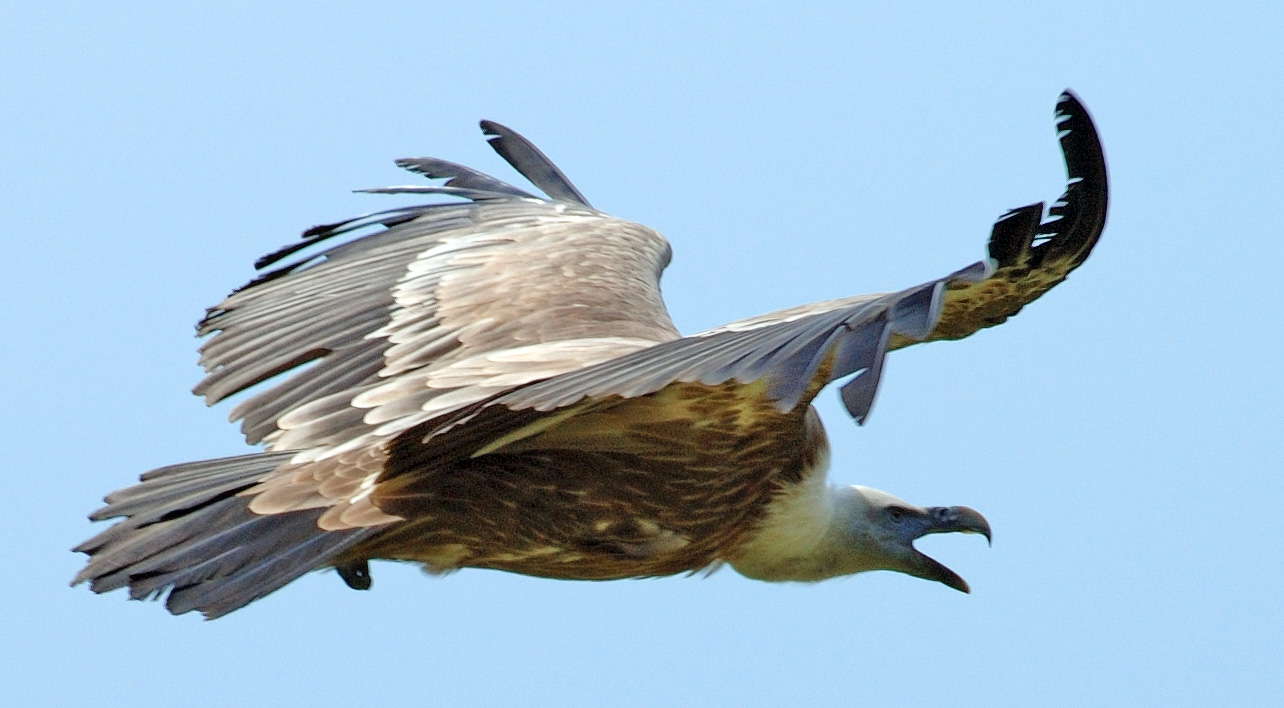
Close-up tijdens de vlucht
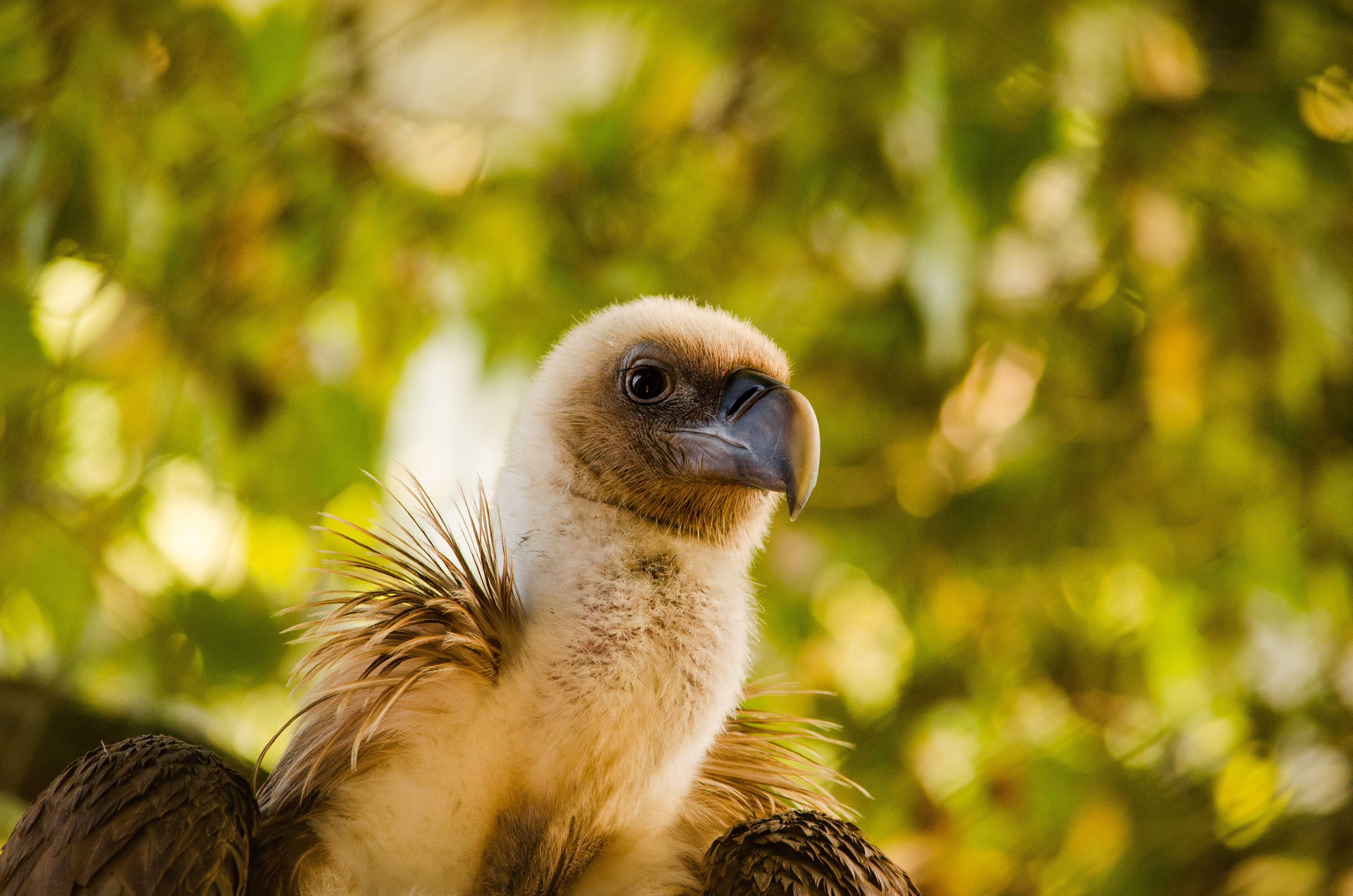
Een gier in Artis
Vale gier
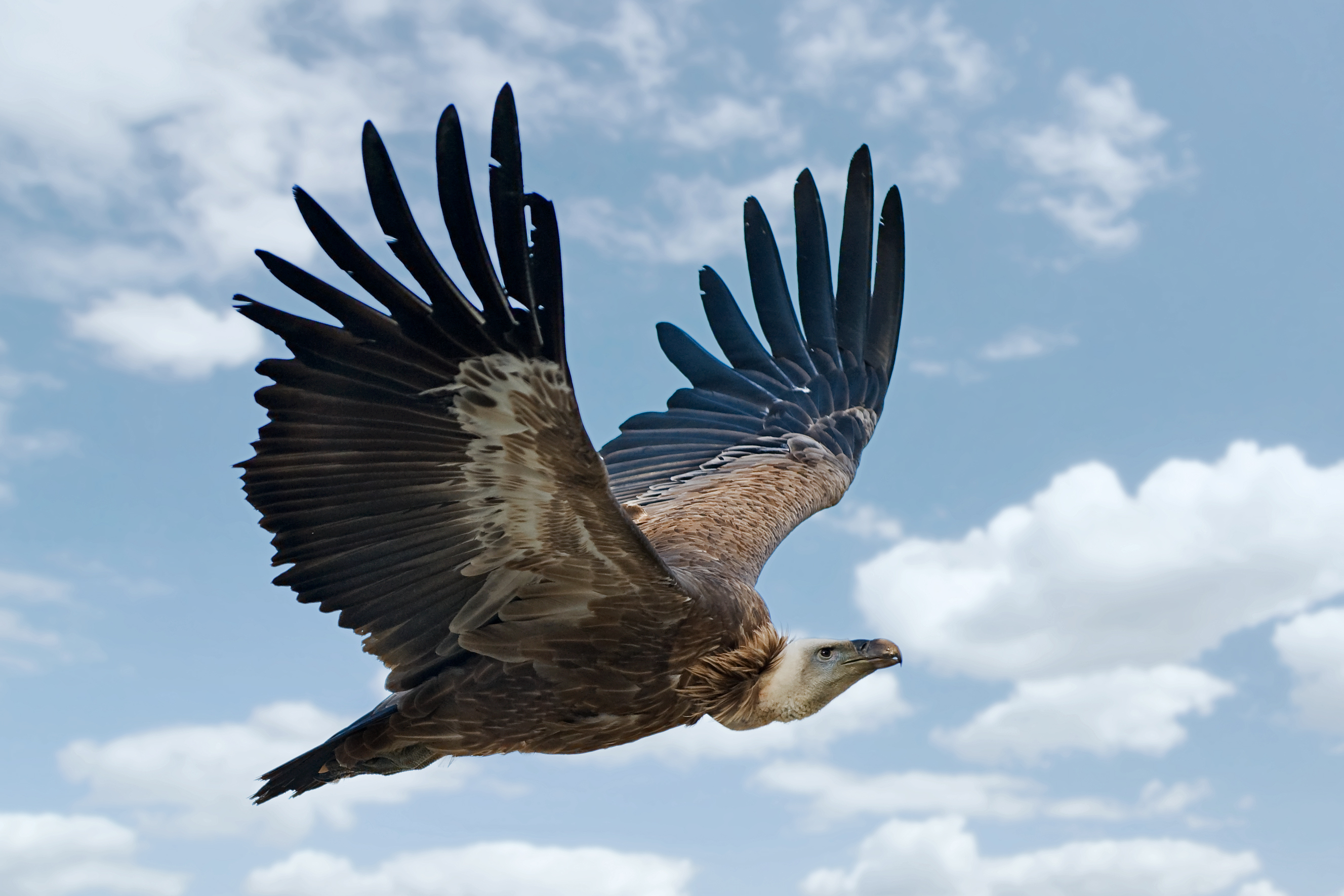
Vale gier in vlucht
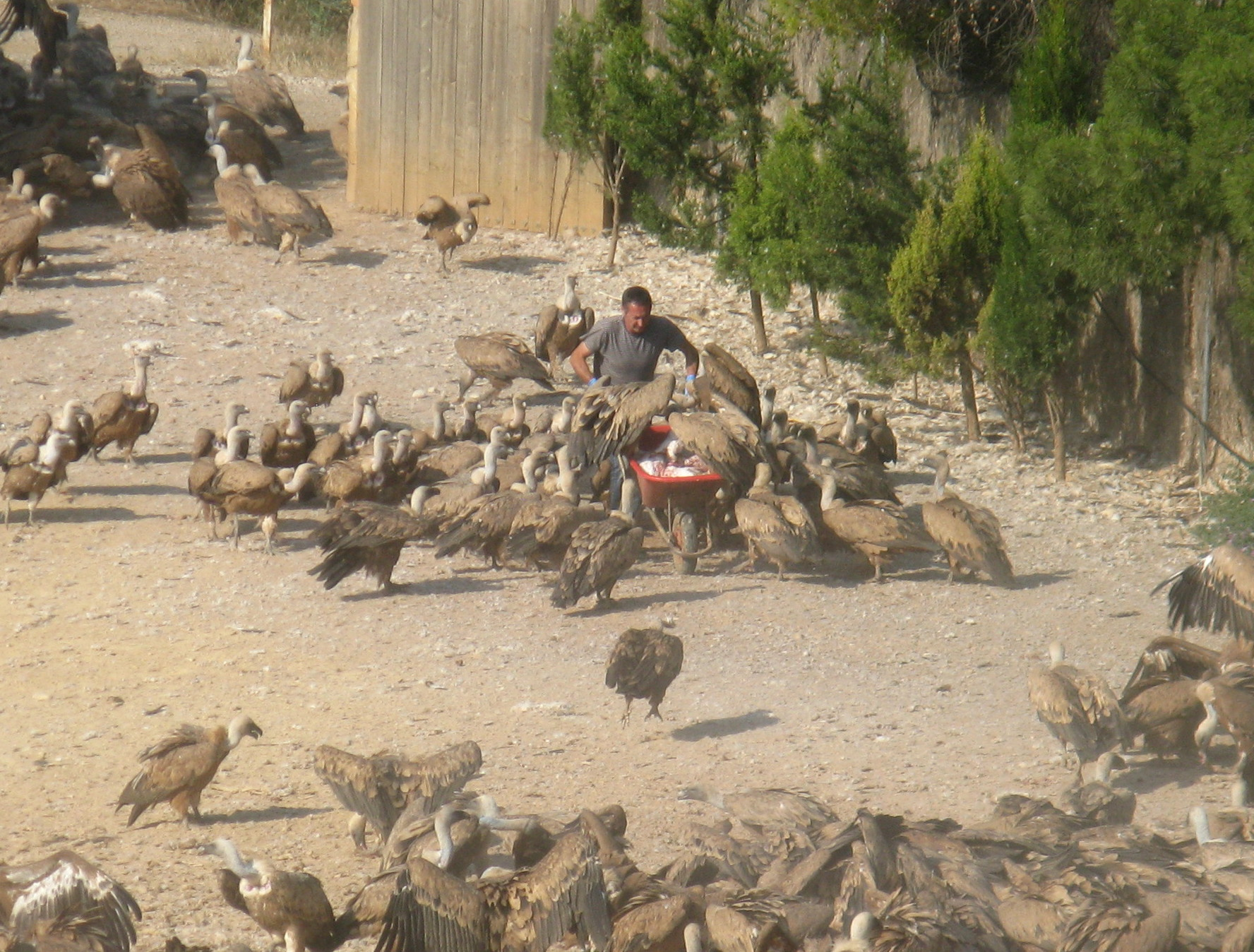
Tamme gieren die gevoerd worden
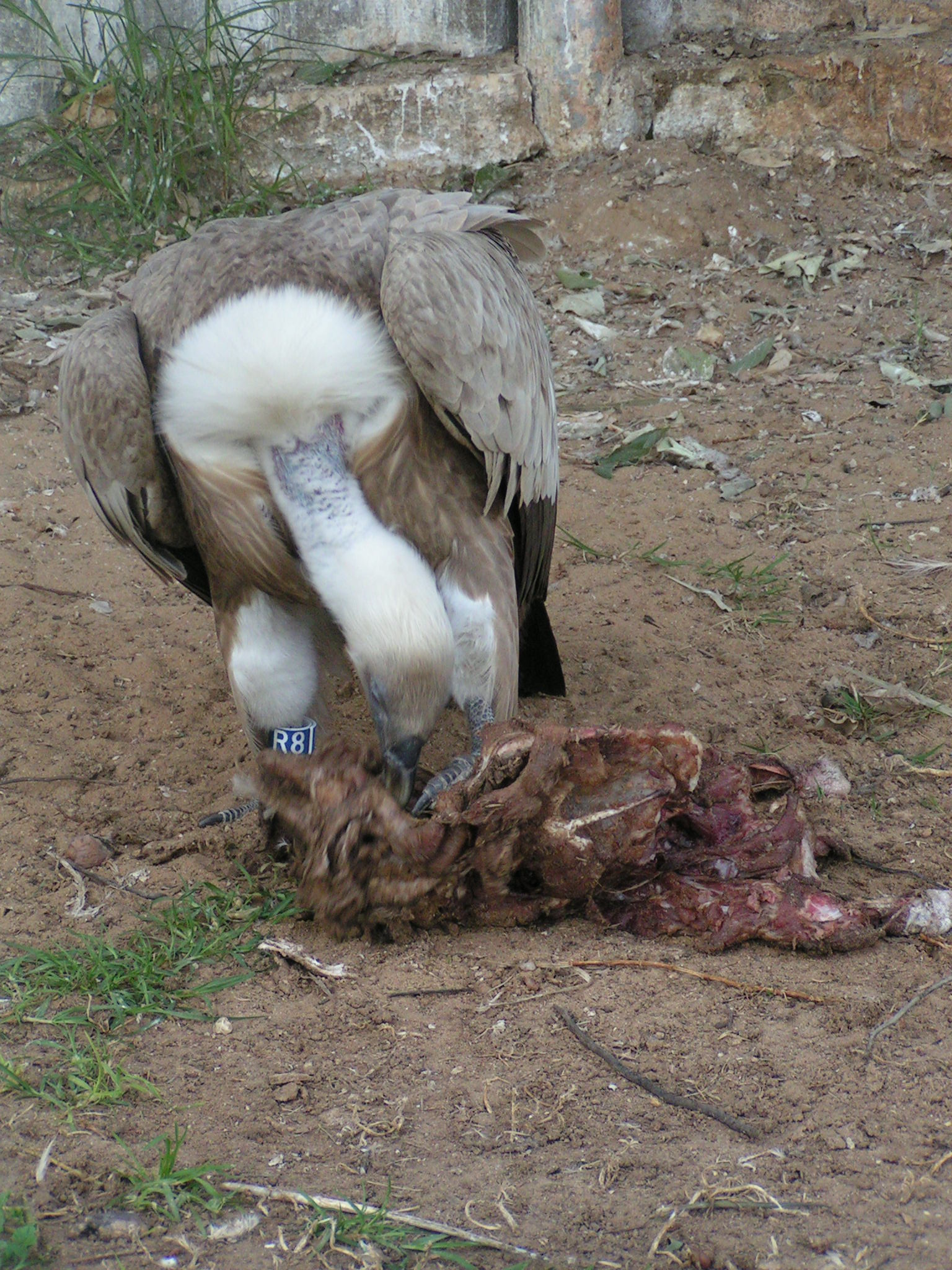
Een etende vale gier in een dierentuin
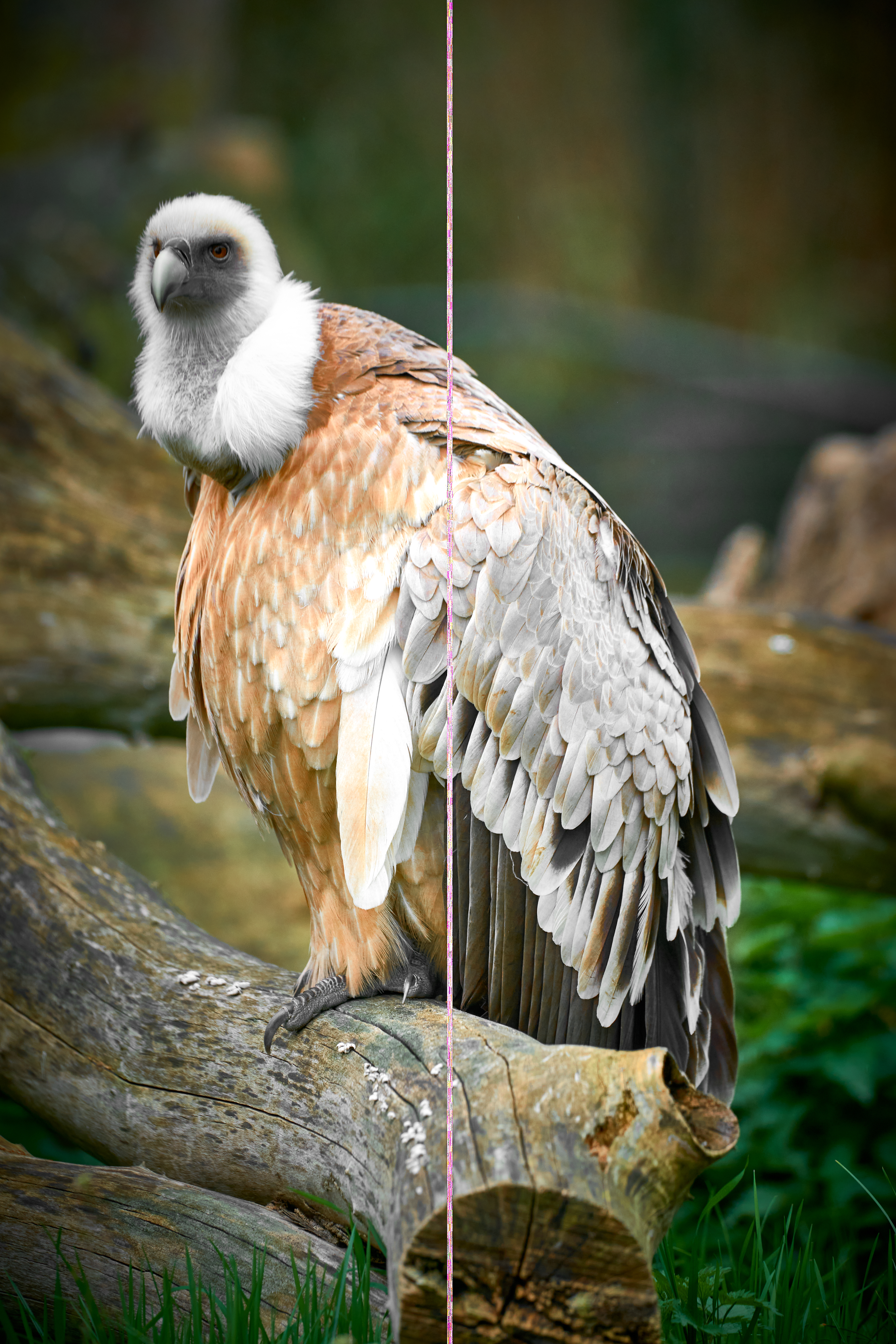
Vale gieren in Zoo Duisburg